# Chrostowo (województwo mazowieckie)
Chrostowo – wieś sołecka w Polsce położona w województwie mazowieckim, w powiecie ostrołęckim, w gminie Troszyn.
Wierni Kościoła rzymskokatolickiego należą do parafii św. Bartłomieja Apostoła w Troszynie.

## Historia
W Słowniku Geograficznym Królestwa Polskiego i innych krajów słowiańskich znajdujemy następujące informacje:

Chrostowo, okolica szlachecka, powiat ostrołęcki, gmina i parafia Troszyn. W obrębie jej leżały wsie: Chróstowo, Chrostowo Sawały duże i Chrostowo Sawały małe. Jest to gniazdo Chrostowskich wspominane w dokumentach z 1477 r. W 1827 r. Chrostowo miało 33 domy, 185 mieszkańców; obecnie ma 34 domy, 241 mieszkańców drobnej szlachty, ziemi 990 morg.

W latach 1921–1936 wieś leżała w województwie białostockim, w powiecie ostrołęckim, w gminie Troszyn.
Według Powszechnego Spisu Ludności z 1921 roku wieś zamieszkiwało 207 osób, 203 było wyznania rzymskokatolickiego a 4 mojżeszowego. Jednocześnie 206 mieszkańców zadeklarowało polską przynależność narodową a 1 żydowską. Były tu 34 budynki mieszkalne . Miejscowość należała do parafii rzymskokatolickiej w Troszynie. Podlegała pod Sąd Grodzki w Ostrołęce i Okręgowy w Łomży; właściwy urząd pocztowy mieścił się w Troszynie.
W wyniku agresji III Rzeszy na Polskę we wrześniu 1939 wieś znalazła się pod okupacją niemiecką i do wyzwolenia weszła w skład Landkreis Scharfenwiese, Regierungsbezirk Zichenau III Rzeszy.
W latach 1975–1998 miejscowość administracyjnie należała do województwa ostrołęckiego.
Pochodzi stąd znany biblista, ks. Waldemar Chrostowski.